# 阳羡公主
阳羡公主（?—?），中国南北朝刘宋公主，宋明帝之女。生母不详。
阳羡公主在嫁給了琅琊王氏王僧绰的儿子王俭。刘劭弑杀宋文帝时，王僧绰被杀。王俭被叔叔王僧虔撫養，聰明好學。袁粲聽闻王俭之名，對宋明帝稱讚他：「宰相之门也。栝柏豫章虽小，已有栋梁气矣，终当任人家国事。」宋明帝將女兒阳羡公主嫁給了他，王俭在南齐官至尚书左仆射、侍中、尚书令、中书监、太尉，其子王骞、王暕，王骞的女儿是梁简文帝的皇后王灵宾。